# Mise en alerte des services hospitaliers
Pour les articles homonymes, voir MASH.
Les Plans MASH, pour Mise en Alerte des Services Hospitaliers, sont des plans d'urgence, mis en place dans chaque institution hospitalière belge disposant d'un service d'urgences pour répondre aux besoins particuliers des situations de crise où un nombre important de patients devront être traités dans un court laps de temps (par exemple en cas de catastrophe) créés à la suite du décret royal du 17 octobre 1991. Ils ont été remplacés par le plan d'urgence hospitalier (PUH), qui ne se limite pas aux hôpitaux avec service d'urgences.